# Fusola
Fusola, monotipski rod slatkovodnih zelenih algi iz porodice Cylindrocapsaceae, dio reda Sphaeropleales. Jedina vrsta je slatkovodna F. viridis koja živi u jezeru Erie.

## Sinonimi
- Elakatothrix viridis (J.W.Snow) Printz 1914
- Ankistrodesmus viridis (J.Snow) Bourrelly 1966